# France aux Jeux olympiques d'été de 1936
L'équipe de France olympique participe aux Jeux olympiques d'été de 1936 à Berlin. Elle y remporte dix-neuf médailles : sept en or, six en argent et six en bronze, se classant 5e ex æquo avec la Finlande au tableau des médailles. L'athlète Jules Noël est le porte-drapeau d'une délégation française comptant 201 sportifs (190 hommes et 11 femmes).

## Bilan général
| Place | Sport         | Médaille d'or, Jeux olympiques | Médaille d'argent, Jeux olympiques | Médaille de bronze, Jeux olympiques | Total |
| 1     | Cyclisme      | 3                              | 2                                  | 2                                   | 7     |
| 2     | Boxe          | 2                              | 0                                  | 0                                   | 2     |
| 3     | Haltérophilie | 1                              | 0                                  | 0                                   | 1     |
| 3     | Lutte         | 1                              | 0                                  | 0                                   | 1     |
| 5     | Escrime       | 0                              | 2                                  | 1                                   | 3     |
| 6     | Canoë-Kayak   | 0                              | 1                                  | 0                                   | 1     |
| 6     | Equitation    | 0                              | 1                                  | 0                                   | 1     |
| 8     | Aviron        | 0                              | 0                                  | 2                                   | 2     |
| 9     | Tir           | 0                              | 0                                  | 1                                   | 1     |
| Total | Total         | 7                              | 6                                  | 6                                   | 19    |

## Liste des médaillés français

### Médailles d'or
| Sport              | Discipline                | Sportifs                                                    | Performance |
| Médailles d'or : 7 |                           |                                                             |             |
| Boxe               | 72,5 kg (H)               | Jean Despeaux                                               |             |
| Boxe               | 79,5 kg (H)               | Roger Michelot                                              |             |
| Cyclisme sur piste | Poursuite par équipes (H) | Robert Charpentier Jean Goujon Guy Lapébie Roger Le Nizerhy |             |
| Cyclisme           | Route (H)                 | Robert Charpentier                                          |             |
| Cyclisme           | Route par équipes (H)     | Robert Charpentier Robert Dorgebray Guy Lapébie             |             |
| Haltérophilie      | 82,5 kg                   | Louis Hostin                                                |             |
| Lutte              | 79 kg                     | Emile Poilvé                                                |             |

### Médailles d'argent
| Sport                  | Discipline                 | Sportifs                                                                            | Performance |
| Médailles d'argent : 6 |                            |                                                                                     |             |
| Canoë-kayak            | K1 démontable 10 000 m (H) | Henri Eberhardt                                                                     |             |
| Cyclisme               | Route (H)                  | Guy Lapébie                                                                         |             |
| Cyclisme sur piste     | km contre la montre (H)    | Pierre Georget                                                                      |             |
| Équitation             | Dressage par équipes       | Gérard de Balorre Daniel Gillois André Jousseaume                                   |             |
| Escrime                | Fleuret (H)                | Édward Gardère                                                                      |             |
| Escrime                | Fleuret par équipes (H)    | René Bondoux René Bougnol Jacques Coutrot André Gardère Édward Gardère René Lemoine |             |

### Médailles de bronze
| Sport                   | Discipline              | Sportifs                                                                                   | Performance |
| Médailles de bronze : 6 |                         |                                                                                            |             |
| Aviron                  | Deux avec barreur (H)   | Marceau Fourcade Georges Tapie Noël Vandernotte                                            |             |
| Aviron                  | Quatre avec barreur (H) | Marcel Chauvigné Marcel Cosmat Fernand Vandernotte Marcel Vandernotte Noël Vandernotte     |             |
| Cyclisme sur piste      | Vitesse (H)             | Louis Chaillot                                                                             |             |
| Cyclisme sur piste      | Tandem (H)              | Pierre Georget Georges Maton                                                               |             |
| Escrime                 | Épée par équipes (H)    | Georges Buchard Philippe Cattiau Henri Dulieux Michel Pécheux Bernard Schmetz Paul Wormser |             |
| Tir                     | Pistolet libre 50 m     | Charles des Jamonières                                                                     |             |

## Engagés français par sport

### Athlétisme
| Hommes            | Hommes                                                                                       | Femmes           | Femmes                                             |
| ----------------- | -------------------------------------------------------------------------------------------- | ---------------- | -------------------------------------------------- |
| 100 m             | Paul Bronner : séries Maurice Carlton : séries Robert Paul : séries                          | 100 m            | Yvonne Mabille : séries Marguerite Perrou : séries |
| 200 m             | Paul Bronner : séries Pierre Dondelinger : séries                                            |                  |                                                    |
| 400 m             | Raymond Boisset : séries Georges Henry : 1/4 de finale Pierre Skawinski : 1/2 finale         |                  |                                                    |
| 800 m             | Raymond Petit : 1/2 finale René Soulier : 1/2 finale                                         |                  |                                                    |
| 1 500 m           | André Glatigny : séries Robert Goix : finale (8e place) Pierre Leichtnam : séries            |                  |                                                    |
| 5 000 m           | René Lécuron : séries Raymond Lefebvre : séries Roger Rochard : séries                       |                  |                                                    |
| 10 000 m          | André Sicard : 18e Lucien Tostain : 19e André Lonlas : 20e                                   |                  |                                                    |
| Marathon          | Émile Duval : 16e Nouba Khaled : 12e Fernand Leheurteur : 31e                                |                  |                                                    |
| 50 km marche      | Adrien Courtois : 13e Étienne Laisné : 8e                                                    |                  |                                                    |
|                   |                                                                                              | 80 m haies       | Yvonne Mabille : séries                            |
| 400 m haies       | Louis Gailliard (en) : séries Prudent Joye : séries                                          |                  |                                                    |
| 3 000 m steeple   | Roger Cuzol : séries René Desroches : séries Roger Rérolle : finale (11e place)              |                  |                                                    |
| 4 × 100 m         | Paul Bronner, Maurice Carlton, Pierre Dondelinger, Robert Paul : séries                      |                  |                                                    |
| 4 × 400 m         | Raymond Boisset, Georges Guillez, Georges Henry, Prudent Joye : séries                       |                  |                                                    |
|                   |                                                                                              | Saut en hauteur  | Marguerite Nicolas : finale (4e place)             |
| Saut en longueur  | Claude Heim : qualifications André Prébolin : qualifications Robert Paul : finale (8e place) |                  |                                                    |
| Saut à la perche  | André Crépin : finale (25e place) Pierre Ramadier : finale (17e place)                       |                  |                                                    |
| Lancer du poids   | Jules Noël : qualifications                                                                  |                  |                                                    |
| Lancer du disque  | Paul Winter : qualifications Jules Noël : finale (12e place)                                 | Lancer du disque | Lucienne Velu : finale (14e place)                 |
| Lancer du marteau | Joseph Wirtz : finale (16e place)                                                            |                  |                                                    |

### Aviron
| Hommes |
| --- |
| Deux de pointe avec barreur - Marceau Fourcade - Georges Tapie - Noël Vandernotte médaille de bronze Deux de couple - André Giriat - Robert Jacquet, 4e Quatre de pointe avec barreur - Marcel Chauvigné - Marcel Cosmat - Fernand Vandernotte - Marcel Vandernotte- Noël Vandernotte médaille de bronze Huit de pointe avec barreur - Bernard Batillat - Camille Becanne- Alphonse Bouton- Marcel Charletoux- Jean Cottez- Louis Devillié- Émile Lecuirot- Claude Lowenstein- Henri Souharce Skiff 1 place - Henri Banos |

### Basket-ball
| Hommes |
| --- |
| L'équipe de France masculine, 19e - Pierre Boël - Pierre Caque - Georges Carrier - Robert Cohu - Jean Couturier - Jacques Flouret - Edmond Leclère - Étienne Onimus - Fernand Prudhomme - Étienne Roland - Lucien Thèze |

### Boxe
| Hommes |
| --- |
| Mouche (moins de 50,8 kg) - Gaston Fayaud, 16e Coq (moins de 54 kg) - Pierre Bonnet (sportif), 17e Léger (moins de 61,24 kg) - François Aupetit, 17e Welter (moins de 66,68 kg) - Roger Tritz, 4e Moyen (moins de 72,57 kg) - Jean Despeaux médaille d’or Mi-lourd (moins de 79,38 kg) - Roger Michelot médaille d’or |

### Canoë-kayak
| Hommes |
| --- |
| C1 1 000 m - Henri Eberhardt, 6e K1 10 000 m - Jules Mackowiak, 13e K1 démontable 10 000 m - Henri Eberhardt médaille d’argent K2 1 000 m - Jules Mackowiak et René Lacelle |

### Cyclisme
| Hommes |
| --- |
| Route Course en ligne hommes - Robert Charpentier médaille d’or - Guy Lapébie médaille d’argent - Robert Dorgebray, 4e - Jean Goujon (sportif), 16e Routes par équipes - Robert Charpentier - Guy Lapébie - Robert Dorgebray médaille d’or Piste Kilomètre hommes - Pierre Georget médaille d’argent Vitesse individuelle hommes - Louis Chaillot médaille de bronze Tandem hommes - Pierre Georget et Georges Maton médaille de bronze Poursuite par équipes hommes - Robert Charpentier, Guy Lapébie, Jean Goujon (sportif) et Roger Le Nizerhy médaille d’or |

### Équitation
| Hommes |
| --- |
| Saut d'obstacles individuel - Xavier Bizard 6e - Maurice Gudin de Vallerin 6e - Jean de Tillière 38e Saut d'obstacles par équipes - Xavier Bizard, Maurice Gudin de Vallerin et Jean de Tillière 7e Dressage individuel - André Jousseaume 5e - Gérard de Balorre 6e - Daniel Gillois 9e Dressage par équipes - André Jousseaume, Gérard de Balorre et Daniel Gillois médaille d’argent Concours complet individuel - Amaury de la Moussaye - Georges Margot - Henri Pernot du Breuil Concours complet par équipes - Amaury de la Moussaye, Georges Margot et Henri Pernot du Breuil |

### Escrime
| Hommes | Femmes                                                                  |
| --- | ----------------------------------------------------------------------- |
| Épée individuel - Henri Dulieux - Michel Pécheux Sabre individuel - Marcel Fauré - Jean Piot - Édward Gardère Fleuret individuel - Édward Gardère : médaille de bronze - André Gardère 7e - René Lemoine Fleuret par équipes - Édward Gardère, René Bondoux, René Bougnol, Jacques Coutrot, André Gardère, René Lemoine médaille d’argent Épée par équipes - Géo Buchard, Philippe Cattiau, Henri Dulieux, Michel Pécheux, Bernard Schmetz et Paul Wormser : médaille de bronze Sabre par équipes - Édward Gardère, André Gardère, Roger Barisien, Marcel Fauré, Maurice Gramain et Jean Piot 5e | Fleuret individuel - Andrée Boisson - Marguerite Reuche - Agathe Turgis |

### Gymnastique
| Hommes |
| --- |
| Concours général par équipes hommes - Jean Aubry, Robert Herold, Paul Masino, Lucien Masset, Maurice Rousseau, Antoine Schildwein, Armand Solbach et Armand Walter 8e Concours général individuel hommes - Jean Aubry 86e - Robert Herold 55e - Paul Masino 70e - Lucien Masset 53e - Maurice Rousseau 62e - Antoine Schildwein 59e - Armand Solbach 52e - Armand Walter 49e Sol hommes - Jean Aubry 71e - Robert Herold 66e - Paul Masino 62e - Lucien Masset 21e - Maurice Rousseau 92e - Antoine Schildwein 81e - Armand Solbach 60e - Armand Walter 61e Saut hommes - Jean Aubry 91e - Robert Herold 68e - Paul Masino 60e - Lucien Masset 63e - Maurice Rousseau 74e - Antoine Schildwein 55e - Armand Solbach 81e - Armand Walter 45e Barres parallèles hommes - Jean Aubry 84e - Robert Herold 48e - Paul Masino 72e - Lucien Masset 54e - Maurice Rousseau 54e - Antoine Schildwein 58e - Armand Solbach 56e - Armand Walter 63e Barre fixe hommes - Jean Aubry 88e - Robert Herold 55e - Paul Masino 62e - Lucien Masset 72e - Maurice Rousseau 83e - Antoine Schildwein 57e - Armand Solbach 44e - Armand Walter 31e Anneaux hommes - Jean Aubry 64e - Robert Herold 68e - Paul Masino 15e - Lucien Masset 47e - Maurice Rousseau 32e - Antoine Schildwein 19e - Armand Solbach 48e - Armand Walter 54e Cheval d'arçons hommes - Jean Aubry 83e - Robert Herold 52e - Paul Masino 90e - Lucien Masset 62e - Maurice Rousseau 45e - Antoine Schildwein 73e - Armand Solbach 44e - Armand Walter 54e |

### Haltérophilie
| Hommes |
| --- |
| Poids plume (jusqu'à 60 kg) - Marcel Baril (sportif) 10e - Antoine Verdu 11e Poids léger (jusqu'à 67,5 kg) - René Duverger 7e Poids moyen (jusqu'à 75 kg) - Pierre Alleene 8e - Régis Lepreux 11e Poids mi-lourd (jusqu'à 82,5 kg) - Louis Hostin médaille d’or - Gaston le Pût 11e Poids lourd (plus 82,5 kg) - Marcel Dumoulin 10e |

### Hockey sur gazon
| Hommes |
| --- |
| L'équipe de France, 4e - Guy Chevalier (hockey sur gazon) - Emmanuel Gonat - Joseph Goubert - Claude Gravereaux - Félix Grimonprez - Étienne Guibal - Guy Hénon - Charles Imbault - Paul Imbault - Marcel Lachmann - Claude Roques - Jean Rouget - Paul Sartorius - Claude Soulé - Raymond Tixier - François Verger - Michel Verkindère - Anatole Vologe |

### Lutte
| Hommes |
| --- |
| Lutte gréco-romaine poids coq, -56 kg - Georges Bayle Lutte gréco-romaine poids plume, 56 - 61 kg - Eugène Kracher Lutte gréco-romaine poids mi-moyen, 66 - 72 kg - Maxime Lubat Lutte gréco-romaine poids moyen, 72 - 79 kg - Édouard Pigeot Lutte gréco-romaine poids mi-lourd, 79 - 87 kg - Jean Houdry Lutte libre poids plume, 56 - 61 kg - Jean Chasson Lutte libre poids léger, 61 - 66 kg - Charles Delporte (sportif) 4e Lutte libre poids mi-moyen, 66 - 72 - Jean Jourlin 4e Lutte libre poids moyen, 72 - 79 kg - Emile Poilvé médaille d’or Lutte libre poids lourd, +87 kg - Robert Herland 5e |

### Natation
| Hommes | Femmes |
| --- | --- |
| Natation 100 m nage libre - René Cavalero - Claude Desusclade 400 m nage libre - Jean Taris 6e 1 500 m nage libre - Christian Talli Relais 4 × 100 m nage libre - René Cavalero, Artem Nakache, Christian Talli, Jean Taris 4e Plongeon 3 m - Roger Heinkelé 12e | Natation 100 m nage libre - Renée Blondeau 400 m nage libre - Louisette Fleuret 100 m dos - Thérèse Blondeau Plongeon 3 m - Cécile Lesprit-Poirier 16e 10 m - Cécile Lesprit-Poirier 20e |

### Pentathlon moderne
| Hommes                                                        |
| ------------------------------------------------------------- |
| - André Chrétien 24e - Béchir Bouazzat 28e - Paul Lavanga 38e |

### Tir
| Hommes |
| --- |
| 50 m carabine position couchée - Jacques Mazoyer 6e - Raymond Durand 15e - Marcel Fitoussi 15e Pistolet à 50 m - Charles des Jamonières médaille de bronze - Marcel Bonin (sportif) 4e - René Koch 20e Pistolet feu rapide à 25 m - Élie Monnier 4e - Charles des Jamonières - Édouard Lambert |

### Voile
| Hommes |
| --- |
| Monotype olympique ou "Olympia Jolle" (mixte) - Jacques Baptiste Lebrun 6e Quillard deux équipiers Star open (mixte) - Pierre de Montaut et Jean-Jacques Herbulot 7e 6 m JI (mixte) - Yves Baudrier (sportif), Gérard de Piolenc, Claude-Maxime Desouches, Jean Peytel et Jacques Rambaud 10e 8 m JI (mixte) - Jacques Arbaut, Henri Bachet, Pierre Gaudermen, Charles Gaulthier, Ernest Granier et Henri Schelcher 9e |

### Water polo
| Hommes |
| --- |
| L'équipe de France, 4e - André Busch - Georges Delporte - René Joder - Paul Lambert (sportif) - Maurice Lefèbvre - Henri Padou - Roger Van de Casteele |